# Criotocatantops pulchripes
Criotocatantops pulchripes är en insektsart som först beskrevs av Heinrich Hugo Karny 1917.  Criotocatantops pulchripes ingår i släktet Criotocatantops och familjen gräshoppor. Inga underarter finns listade i Catalogue of Life.